# Poprawka Greenhouse’a-Geissera
Poprawka Greenhouse’a-Geissera – statystyczna metoda korygowania braku sferyczności podczas wykonywania analizy wariancji dla pomiarów powtarzanych. Poprawka została wprowadzona przez dwóch amerykańskich statystyków: Samuela Greenhouse’a i Seymoura Geissera. Obecnie jest powszechnie stosowana i stanowi alternatywę dla poprawki Huynha–Feldta.
Poprawka Greenhouse’a-Geissera jest uznawana za bardziej konserwatywną od poprawki Huynha–Feldta.
Aby oszacować jak bardzo naruszone jest założenie o sferyczności, wykonywane jest oszacowanie wartości epsilon. Wartość epsilon może przyjmować wartości z przedział od 0 do 1, przy czym im mniejsza jest wartość epsilon, tym większe jest naruszenie założenia o sferyczności. Jeżeli oszacowana wartość epsilon jest mniejsza niż 0,75, rekomenduje się, aby użyć poprawki Greenhouse’a-Geissera. Z kolei jeżeli wartość epsilon jest równa lub większa niż 0,75 to rekomendowana jest użycie poprawki Huynha–Feldta.